# Nenitzescuova syntéza indolů
Nenitzescuova syntéza indolů je organická reakce sloužící k přípravě 5-hydroxyindolů z benzochinonu a esterů kyseliny β-aminokrotonové.
Reakci objevil Costin Nenițescu v roce 1929. Lze ji provést u substrátů s mnoha různými substituenty, například methylovými, methoxy, ethylovými a propylovými. Může probíhat v pevném skupenství na povrchu vysoce zesíťovaných polymerů. Nenitzescuova syntéza indolů patří mezi významné reakce, protože indolová jádra jsou součástí molekul mnoha biologicky aktivních sloučenin, například neurotransmiterů.

## Mechanismus
Mechanismus Nenitzescuovy syntézy indolů se skládá z Michaelovy reakce následované nukleofilním atakem vazby pí v molekule enaminu a poté eliminační reakcí.
Ve studii z roku 1996 zkoumal G. Allen vliv různých substituentů navázaných na molekulu použitého benzochinonu na vlastnosti produktu. Sterické efekty vyvážené těmito substituenty zároveň podpořily jeden ze dvou navrhovaných mechanismů.

## Vliv podmínek na reakci
Ve studii z roku 2004 zkoumal D. Katkevica et al. vliv reakčních podmínek na Nenitzescuovu syntézu. Výsledky naznačily, že reakce nejlépe probíhá ve velmi polárních rozpouštědlech, a staly se motivací k provedení kinetických studií s různými substráty, reaktanty, rozpouštědly a přídavky Lewisových kyselin a zásad. Následně byl popsán alternativní způsob syntézy s využitím katalýzy Lewisovými kyselinami.
I přes vylepšení nebylo možné Nenitzescuovu syntézu kvůli nízké výtěžnosti a polymerizaci při běžných reakčních podmínkách možné použít v průmyslu. Původně se předpokládalo, že benzochinon musí být použit ve 100% přebytku, aby bylo možné reakci účinně využívat v průmyslu, ale pak bylo zjištěno, že nejvyšší účinnosti se dosahuje při 20% až 60% přebytku. Nejvhodnější podmínky pro průmyslově prováděnou Nenitzescuovu syntézu jsou, pokud se benzochinon a ethyl-3-aminokrotonát použijí v poměru látkových množství 1:1,2 až 1,6 a reakční teplota je blízko pokojové. Tímto způsobem je možné efektivně vyrábět i více než 100 kg indolů.

## Obměny
K nejčastějším obměnám Nenitzescuovy reakce patří její provedení v pevné fázi.
Tato reakce se provádí na vysoce zesíťovaném polymeru ArgoPore®-Rink-NH-Fmoc a funguje u mnoha různých substituentů na obou reaktantech. Byly také popsány jiné způsoby Nenitzescuovy syntézy v pevné fázi.
Jsou také známy i jiné reakce vedoucí ke stejným produktům. Patří k nim Fischerova, Moriova, Hemetsbergerova, Buchwaldova, Sundbergova, Madelungova, van Leusenova a Kanemacuova syntéza.

## Použití
5-hydroxyindolové skupiny jsou součástí řady biologicky aktivních molekul, jako například neurotrasmiteru serotoninu, nesteroidního antiflogistika indometacinu a L-761,066, inhibitoru COX-2.